# Паулина фон Вюртемберг (1877–1965)
Паулина Олга Хелена Емма фон Вюртемберг (на немски: Pauline Olga Helene Emma Prinzessin von Württemberg; * 19 декември 1877, Щутгарт; † 7 май 1965, Лудвигсбург) е принцеса от Вюртемберг и чрез женитба княгиня на Вид (1907 – 1919).

## Биография
Тя е единствена дъщеря на крал Вилхелм II фон Вюртемберг (1848 – 1921) и първата му съпруга принцеса Мария фон Валдек-Пирмонт (1857 – 1882), дъщеря на княз Георг Виктор фон Валдек-Пирмонт (1831 – 1893) и принцеса Хелена фон Насау-Вайлбург (1831 – 1888). Баща ѝ Вилхелм II се жени втори път 1886 г. за принцеса Шарлота фон Шаумбург-Липе (1864 – 1946).
Паулина фон Вюртемберг се омъжва на 29 октомври 1898 г. в Щутгарт за 6. княз Вилхелм Фридрих фон Вид (* 27 юни 1872, Нойвид; † 18 юни 1945, Нойвид), най-големият син на княз Вилхелм фон Вид (1845 – 1907) и принцеса Мария Нидерландска (1841 – 1910). Двойката живее първо в Потсдам, защото Фридрих ръководи там един регимент, а през 1902 г. се местят в Берлин. През 1907 г. се преместват в резиденцията Нойвид, понеже Фридрих, след смъртта на баща му, става княз на Вид. Брат му Вилхелм Фридрих Хайнрих (1876 – 1945) е княз на Албания (1914 – 1914).
Паулина се ангажира от 1902 г. в немския Червен кръст, от 1907 до 1937 г. е в главното управление. От 1922 до 1945 г. тя е председател на Червения кръст на Рейнската провинция. През 1933 г. Паулина влиза в NSDAP/Националсоциалистическата германска работническа партия.
След смъртта на нейния съпруг Паулина се връща през 1945 г. отново във Вюртемберг. Тя помага на СС-военния престъпник Август Хайсмайер (1897 – 1979) и съпругата му Гертруд Шолц-Клинк (1902 – 1999) да се скрият. След като това се научава Паулина е наказана през 1948 г. от Средния военен съд в Лудвигсбург с глоба, паричната сума от 25 000 марки.
Паулина се настанява във „Вила Мариенвал“ в Лудвигсбург, която наследява от баща си. Последните си 20 години тя се занимава с отглеждането на коне.
Умира на 7 май 1965 г. в Лудвигсбург на 87 години. Разрешено ѝ е да бъде погребана в поляната на нейните коне.

## Деца
Паулина фон Вюртемберг и княз Вилхелм Фридрих фон Вид имат двама сина:
- Херман Вилхелм Фридрих фон Вид (* 18 август 1899, Потсдам; † 5 ноември 1941, Рецесцов, Полша), наследствен принц, женен на 29 април 1930 г. в Нойвид за графиня Мария Антония фон Щолберг-Вернигероде (* 6 февруари 1909, Варпалота, Унгария; † 24 януари 2003, Дридорф); родители на:
  - Фридрих Вилхелм Хайнрих Константин фон Вид (* 2 юни 1931, Щутгарт; † 28 август 2000, Канада), 7. княз на Вид (1945 – 2000)
- Дитрих Вилхелм Фридрих Карл Паул фон Вид (* 31 октомври 1901, Потсдам; † 8 януари 1976, Лудвигсбург), принц, женен на 18 юли 1928 г. в Берлин за графиня Антоанета Юлия Гроте (* 9 октомври 1902, Берлин; † 17 февруари 1988, Лудвигсбург)

- Вилхелм фон Вид и фамилията му
- Гербът на княжеската фамилия фон Вид на главния вход на дворец Нойвид
- Дясното крило на дворец Нойвид